# Daniel Espinosa
Daniel Espinosa (Huddinge, 23 maart 1977) is een Zweedse filmregisseur.

## Biografie
Daniel Espinosa werd in 1977 geboren in het Zweedse Huddinge. Hij is van Chileense afkomst. In 2001 studeerde hij af aan de Nationale Filmschool van Denemarken.
In 2004 maakte hij zijn regiedebuut met de Zweedse dramafilm Babylonsjukan. Zes jaar later brak hij samen met hoofdrolspeler Joel Kinnaman door met Snabba Cash (Engelstalige titel: Easy Money). De thriller was in 2010 met meer dan 600.000 bezoekers de meeste bezochte bioscoopfilm in Zweden.
In 2012 maakte Espinosa in Hollywood de actiethriller Safe House (2012), met Denzel Washington en Ryan Reynolds als hoofdrolspelers. Enkele jaren later mocht hij de roman Kind 44 verfilmen. Child 44 (2015) was een Brits-Amerikaanse productie die kon rekenen op de medewerking van acteurs Gary Oldman en Tom Hardy. Ook Espinosa's landgenoten Joel Kinnaman en Noomi Rapace vertolken een rol in de misdaadthriller.
Espinosa was een kandidaat om de videogame-adaptatie Assassin's Creed (2016) te regisseren, maar werd uiteindelijk vervangen door Justin Kurzel. In 2017 regisseerde hij de sciencefiction/horrorfilm Life.

## Filmografie
| Jaar | Titel                | Opmerking                           |
| ---- | -------------------- | ----------------------------------- |
| 2004 | Babylonsjukan        | Engelstalige titel: Babylon Disease |
| 2007 | Uden for kærligheden | Engelstalige titel: Outside Love    |
| 2010 | Snabba Cash          | Engelstalige titel: Easy Money      |
| 2010 | Den fördömde         | 1 aflevering ("Del 1")              |
| 2012 | Safe House           |                                     |
| 2015 | Child 44             |                                     |
| 2017 | Life                 |                                     |